# 霍赫卡爾峰

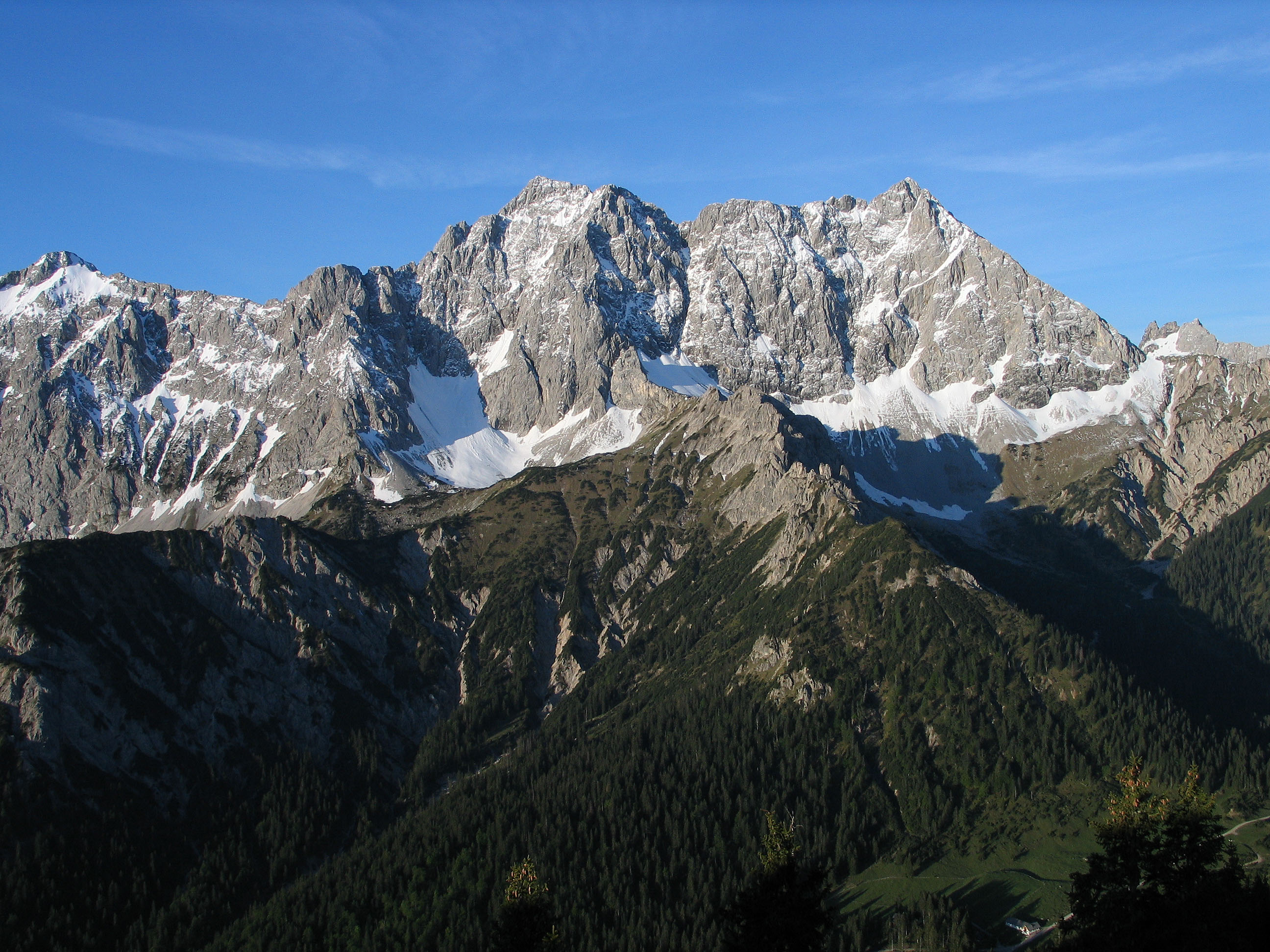

47°26′51″N 11°21′00″E / 47.4475°N 11.35°E
霍赫卡爾峰（德語：Hochkarspitze），是中歐的山峰，位於奧地利和德國接壤的邊境，屬於卡爾文德爾山脈的一部分，海拔高度2,482米，人類在1870年首次登頂。